# تپه قزل قوپی
تپه قزل قوپی مربوط به هزاره ۱- سدهٔ ۱۰ ه.ق است و در شهرستان مه‌آباد، بخش مرکزی، روستای قزل قوپی واقع شده و این اثر در تاریخ ۲۷ مرداد ۱۳۸۲ با شمارهٔ ثبت ۹۷۰۱ به‌عنوان یکی از آثار ملی ایران به ثبت رسیده است.